# ジョアン・ペドロ・アラウージョ・コレイア
ジョアン・ペドロ・アラウージョ・コレイア（João Pedro Araújo Correia、1996年9月5日 - ）は、ポルトガル・セトゥーバル出身のサッカー選手。GDシャヴェス所属。ポジションは、フォワード（右ウイング）。

## 来歴

### クラブ
2015年8月8日、セグンダ・リーガのサンタ・クララ戦でプロデビューを果たした。

### 代表
2022年3月、グアドループ代表との親善試合でカーボベルデ代表として初出場。